# 아래뒤톱니근
아래뒤톱니근(serratus posterior inferior muscle), 또는 하후거근(下後鋸筋)은 인체의 등에 위치한 근육이다.

## 구조
근육은 등뼈 부위와 허리뼈 부위의 접합부에 위치한다. 불규칙한 사각형 모양으로 위뒤톱니근보다 폭이 넓고 간격이 넓다.
이는곳은 아래쪽 2개의 등뼈와 위쪽 2개, 또는 3개의 허리뼈 가시돌기로, 이곳에서 얇은 널힘줄로 일어난다.
비스듬히 위가쪽으로 주행하면서 아래뒤톱니근은 두께가 두꺼워지며 4개의 납작한 가락돌기(digitation)로 갈라진다. 각각의 가락돌기는 아래쪽 갈비뼈 4개의 아래쪽 경계에 닿는다.
이는곳의 얇은 널힘줄은 등허리근막과 넓은등근의 널힘줄과 밀접하게 섞여 있다. 

## 기능
아래뒤톱니근은 몸통을 회전시키고 뻗는 작용을 돕기 위해 아래쪽 갈비뼈를 뒤아래쪽으로 당긴다. 또한 이렇게 갈비뼈를 움직이면서 폐에서 공기를 흡입하고 강제로 내뿜는 데 기여하는 호흡 보조근육 역할을 할 수 있다.

## 추가 이미지

빨간색으로 표시된 아래뒤톱니근.
확대한 그림. T11-L2에서 일어나 9번-12번 갈비뼈 아래쪽 경계에 닿는다.
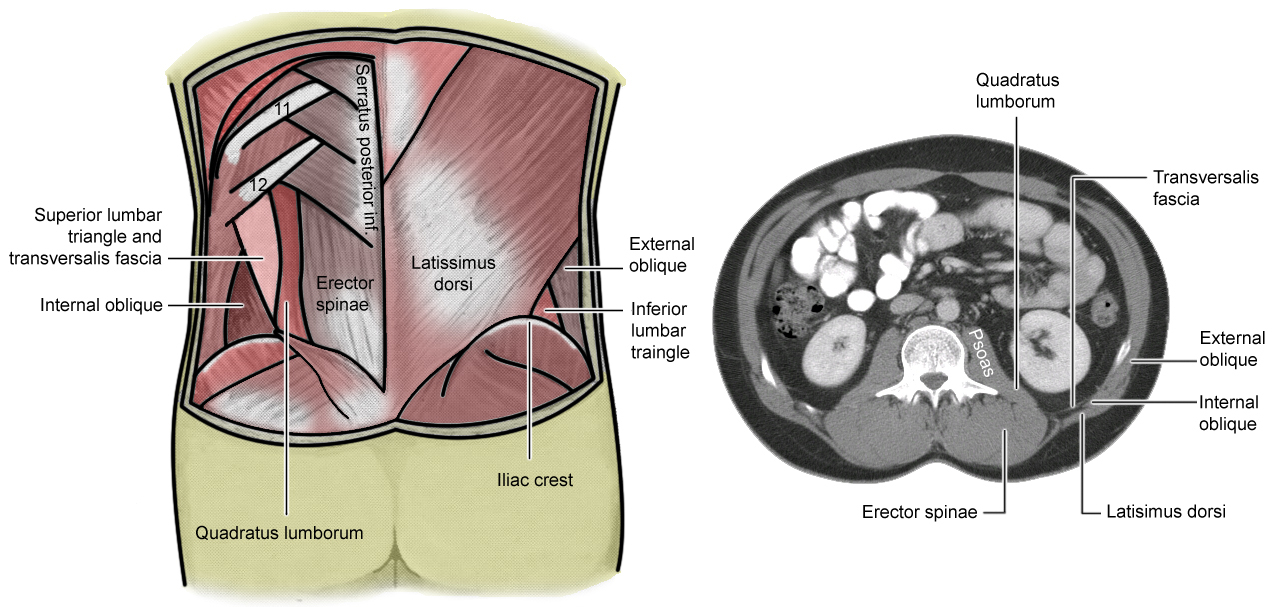
허리삼각.

## 같이 보기
- 앞톱니근
- 위뒤톱니근

## 참고 문헌
이 문서는 현재 퍼블릭 도메인에 속하는 그레이 해부학 제20판(1918) page 404의 내용을 기초로 작성된 글이 포함되어 있습니다.
1. 1 2 3 4  Jolley, C. J.; Moxham, J. (2006년 1월 1일). 〈RESPIRATORY MUSCLES, CHEST WALL, DIAPHRAGM, AND OTHER〉.   Laurent, Geoffrey J.; Shapiro, Steven D. 《Encyclopedia of Respiratory Medicine》 (영어). Oxford: Academic Press. 632–643쪽. ISBN 978-0-12-370879-3.
2. ↑  Chaitow, Leon; DeLany, Judith (2011년 1월 1일). 〈Chapter 10 - The lumbar spine〉.   Chaitow, Leon; DeLany, Judith. 《Clinical Application of Neuromuscular Techniques, Volume 2 (Second Edition)》 (영어). Oxford: Churchill Livingstone. 211–297쪽. ISBN 978-0-443-06815-7.